# Матриярви
Ма́трия́рви (фин. Matrijärvi) — озеро на территории Мийнальского сельского поселения Лахденпохского района Республики Карелия.

## Общие сведения
Площадь озера — 3,7 км². Располагается на высоте 98,0 метров над уровнем моря.
Форма озера лопастная, вытянутая на 5,5 км с северо-запада на юго-восток. Берега каменисто-песчаные, сильно изрезанные, в результате чего у озера много заливов.
С севера в озеро втекает безымянный ручей, вытекающий из озёр Муталампи (фин. Mutalampi) и Матрилампи (фин. Matrilampi).
С юга в озеро втекает также безымянный ручей, несущий воды из озёр Сикопохьянлахти (фин. Sikopohjanlahti)и Париканъярви и ламбины Сомпалампи (фин. Sompalampi).
С запада вытекает река Ниванйоки (фин. Nivanjoki), протекающая озеро Пиени-Ийярви и впадающая в озеро Исо-Ийярви, из которого уже вытекает река Иййоки.
В озере более десятка островов различной величины, рассредоточенных по всей площади водоёма. Наиболее крупные из них: Ламмассари (фин. Lammassaari), Ниттюссари (фин. Nittyssaari), Локолуото (фин. Lokoluoto), а также острова Рёхмясарет (фин. Röhmäsaaret).
Населённые пункты близ озера отсутствуют.
Код водного объекта в государственном водном реестре — 01040300211102000012998.